# Лінда Ле
Лінда Ле (фр. Linda Lê; 13 липня 1963, Далат, Південний В'єтнам — 9 травня 2022, Париж) — французька письменниця в'єтнамського походження.

## Життєпис
Народилася 13 липня 1963 року у місті Далат, Південний В'єтнам. Батько — інженер з Північного В'єтнаму, мати — з родини в'єтнамців, натуралізованих у Франції. Дитинство провела в Далаті, 1969 року, рятуючись від війни, родина переїхала до Сайгону, де Лінда навчалась у французькому ліцеї. 1977 року разом з матір'ю, трьома сестрами і бабусею емігрувала до Франції, де оселилися у Гаврі (батько лишився у В'єтнамі, де й помер 1995 року). 1981 року приїхала до Парижа, навчалась в ліцеї Генріха IV, потім у Сорбонні. 1986 року опублікувала свій дебютний роман «Ніжний вампір», але пізніше виключила його, як і дві наступні книги, зі своєї офіційної бібліографії.
Писала психологічні романи, новели та літературні есеї, більшість з яких вийшли у видавництві Крістіана Бургуа. Також виступала як літературний критик в журналі «Маґазін літтерер», була колумністом в інтернет-виданні «En attendant Nadeau», писала передмови до книг інших письменників у видавництві Ашетт Лівр. Спільно з Жаком Дютроном написала три пісні, які ввійшли до його альбому «Brèves Rencontres» (1995). Уникала публічності.
Була удостоєна низки літературних премій, в тому числі премії Фенеона 1997 року за книгу «Три Парки», премії Веплера 2010 року за роман «Хронос» та премії Ренодо за книгу кишенькового формату 2011 року за роман «Дитині, якої в мене не буде».
Лінда Ле померла 9 травня 2022 у Парижі в 58-річному віці після тривалої хвороби.

## Нагороди
- 1997 — Премія Фенеона (Три Парки).
- 2010 — Премія Веплера (Хронос)
- 2011 — Премія Ренодо за книгу кишенькового формату (Дитині, якої в мене не буде).
- 2019 — Літературна премія князя П'єра Монакського за творчі досягнення.